# Chaz Davies
Chaz Davies (Knighton, 10 febbraio 1987) è un pilota motociclistico britannico, campione mondiale Supersport nel 2011.

## Carriera
Per quanto riguarda le competizioni del motomondiale il suo esordio risale alla stagione 2002, nella classe 125 e alla guida di una Aprilia del team CWF - Matteoni Racing. Dall'anno successivo passa a gareggiare nella classe 250 e vi compete sino al Motomondiale 2006, iniziando quest'ultima stagione con il team Campetella Racing guidando una Aprilia RSV 250, con compagno di squadra Tarō Sekiguchi, essendo poi sostituito da Franco Battaini. Corre così altri due GP della stagione in sella ad una Honda RS 250 R.
Le sue ultime presenze risalgono al motomondiale 2007 dove ha preso parte ad alcuni gran premi nella MotoGP in sella ad una Ducati Desmosedici del team Pramac d'Antín. Nel 2008 passa a gareggiare negli Stati Uniti d'America nei campionati AMA, guidando una Kawasaki e vincendo la 200 Miglia di Daytona dopo la squalifica di Josh Hayes, che aveva tagliato per primo il traguardo. Anche l'inizio del 2009 vede Davies gareggiare negli USA in sella ad una Aprilia per tornare in Europa nella seconda metà della stagione.
Nel 2009 prende parte alle ultime tre gare del mondiale Supersport con la Triumph Daytona 675 del team ParkinGO Triumph BE1 in sostituzione di Gianluca Nannelli. Termina al ventesimo posto nella classifica generale piloti con 22 punti, ottenendo come miglior risultato in gara il quarto posto nel gran premio d'Italia.
Nel 2010 viene confermato nel campionato mondiale Supersport sempre con lo stesso team e la Triumph Daytona 675 come moto. Al termine del campionato giunge al quarto posto in classifica generale. Anche nel 2011 gareggia nello stesso campionato con il team Yamaha ParkinGO, questa volta in sella ad una Yamaha YZF R6, vincendo il campionato con una gara di anticipo.
Per il 2012 continua con il team ParkinGO MTC Racing ma cambia categoria, debuttando nel campionato mondiale Superbike in sella ad una Aprilia RSV4 Factory. Conclude la sua prima stagione nel campionato maggiore per moto derivate dalla serie al nono posto della graduatoria piloti, risultando il miglior esordiente stagionale ed il primo pilota privato ad ottenere una vittoria con la RSV4 Factory, contribuendo al titolo mondiale costruttori dell'Aprilia. Nel 2013 gareggia ancora nel mondiale Superbike in sella ad una BMW S1000 RR del team BMW Motorrad GoldBet. Ottiene la sua prima doppia vittoria in una gara al GP di Spagna ad Aragon, chiude la stagione quinto in campionato con 290 punti e 3 vittorie stagionali.
Nel 2014 corre sempre nel mondiale Superbike con la Ducati Panigale 1199R nel team Ducati Superbike. Termina la stagione sesto con 215 punti, diversi piazzamenti a podio e giri veloci ma senza vittorie. Per la stagione successiva è confermato nella stessa squadra. Il 2015 si apre con il doppio podio in Australia e continua con il primo posto in occasione del Gran Premio d'Aragona in gara 2, riportando la Ducati sul gradino più alto del podio dopo più di due anni senza successi. Durante la stagione ottiene in occasione del Gran Premio degli Stati Uniti la sua prima superpole in carriera, andando poi a vincere entrambe le gare del fine settimana. Chiude la stagione come vicecampione del mondo con 416 punti e 5 vittorie totali. Viene riconfermato in sella alla Ducati Panigale del team Aruba.it Racing-Ducati anche per la stagione 2016 e, nonostante riesca a vincere 11 gare, conclude il mondiale al terzo posto, dietro il confermato campione Jonathan Rea ed a due lunghezze da Tom Sykes, entrambi su Kawasaki.
Nel 2017 inizia il quarto anno consecutivo come pilota del team ufficiale Ducati. Il compagno di squadra in questa stagione è l'italiano Marco Melandri. Chiude la stagione al secondo posto in classifica piloti con 403 punti ottenuti. Nel 2018 è ancora pilota titolare per Ducati nel Campionato mondiale Superbike. Durante la stagione un infortunio ne limita le prestazioni, riesce comunque a chiudere la stagione al secondo posto in classifica piloti con 356 punti all'attivo. Nel 2019 inizia la sesta stagione consecutiva come pilota titolare del Team ufficiale Ducati. Il nuovo compagno di squadra è lo spagnolo, proveniente dalla MotoGP, Álvaro Bautista. Torna al successo in occasione del Gran Premio degli Stati Uniti. Dopo aver totalizzato dieci piazzamenti a podio in stagione, chiude al sesto posto in classifica. Nel 2020 è nuovamente pilota titolare in Superbike, il compagno di squadra è Scott Redding. Termina la stagione al terzo posto in classifica mondiale andando a vincere due Gran Premi. Nel 2021 rimane con Ducati ma si accasa al Team Go Eleven e partecipa al Trofeo Indipendenti. In questa stagione è costretto a saltare il Gran Premio di Jerez a causa di un infortunio accorso nell'evento precedente. Il suo posto in squadra viene preso da Loris Baz. Ottiene un podio al Gran Premio dell'Estoril e chiude la stagione al dodicesimo posto in classifica mondiale e al terzo posto nella graduatoria del Trofeo Indipendenti. Torna a gareggiare a livello mondiale nel 2024 quando viene ingaggiato dal team ufficiale Ducati nel campionato mondiale di MotoE, il compagno di squadra è Armando Pontone. Totalizza 35 punti classificandosi diciassettesimo.

## Risultati in gara

### Motomondiale

#### Classi 125 e 250
| 2002 | Classe | Moto    |     |    |    |    |    |     |    |    |    |    |    |    |    |    |    |    |  | Punti | Pos. |
| ---- | ------ | ------- | --- | -- | -- | -- | -- | --- | -- | -- | -- | -- | -- | -- | -- | -- | -- | -- |  | ----- | ---- |
| 2002 | 125    | Aprilia | Rit | 21 | 24 | 18 | 18 | Rit | 24 | 16 | 20 | NP | 11 | 29 | 24 | 25 | 22 | 28 |  | 5     | 29º  |

| 2003 | Classe | Moto    |    |    |    |     |    |     |    |    |    |    |    |   |    |    |    |    |  | Punti | Pos. |
| ---- | ------ | ------- | -- | -- | -- | --- | -- | --- | -- | -- | -- | -- | -- | - | -- | -- | -- | -- |  | ----- | ---- |
| 2003 | 250    | Aprilia | 18 | 15 | 18 | Rit | 13 | Rit | 24 | 13 | 12 | 14 | 20 | 9 | 11 | 12 | 15 | 13 |  | 33    | 14º  |

| 2004 | Classe | Moto    |     |     |    |    |    |    |    |    |     |   |    |     |    |   |   |   |  | Punti | Pos. |
| ---- | ------ | ------- | --- | --- | -- | -- | -- | -- | -- | -- | --- | - | -- | --- | -- | - | - | - |  | ----- | ---- |
| 2004 | 250    | Aprilia | Rit | Rit | 12 | 17 | 13 | 15 | 13 | 12 | Rit | 8 | 16 | Rit | 16 | 9 | 6 | 5 |  | 51    | 13º  |

| 2005 | Classe | Moto    |    |     |     |    |    |     |    |    |     |     |     |     |    |    |    |    |    | Punti | Pos. |
| ---- | ------ | ------- | -- | --- | --- | -- | -- | --- | -- | -- | --- | --- | --- | --- | -- | -- | -- | -- | -- | ----- | ---- |
| 2005 | 250    | Aprilia | 11 | Rit | Rit | 12 | 10 | Rit | 14 | NE | Rit | Rit | Rit | Rit | 12 | 16 | 11 | 10 | 16 | 32    | 16º  |

| 2006 | Classe | Moto            |    |    |     |    |     |  |  |  |     |  |    |  |  |  |  |  |    | Punti | Pos. |
| ---- | ------ | --------------- | -- | -- | --- | -- | --- |  |  |  | --- |  | -- |  |  |  |  |  | -- | ----- | ---- |
| 2006 | 250    | Aprilia e Honda | 13 | 17 | Rit | 17 | Rit |  |  |  | Rit |  | NE |  |  |  |  |  | 21 | 3     | 31º  |

| Legenda | 1º posto        | 2º posto            | 3º posto            | A punti      | Senza punti        | Grassetto – Pole position Corsivo – Giro più veloce |
| Legenda | Gara non valida | Non qual./Non part. | Ritirato/Non class. | Squalificato | '-' Dato non disp. | Grassetto – Pole position Corsivo – Giro più veloce |

#### MotoGP
| 2007 | Classe | Moto   |  |  |  |  |  |  |  |  |  |  |    |  |  |  |  |     |    |    | Punti | Pos. |
| ---- | ------ | ------ |  |  |  |  |  |  |  |  |  |  | -- |  |  |  |  | --- | -- | -- | ----- | ---- |
| 2007 | MotoGP | Ducati |  |  |  |  |  |  |  |  |  |  | 16 |  |  |  |  | Rit | 17 | NP | 0     |      |

| Legenda | 1º posto        | 2º posto            | 3º posto            | A punti      | Senza punti        | Grassetto – Pole position Corsivo – Giro più veloce |
| Legenda | Gara non valida | Non qual./Non part. | Ritirato/Non class. | Squalificato | '-' Dato non disp. | Grassetto – Pole position Corsivo – Giro più veloce |

#### MotoE
| 2024 | Classe | Moto   |   |    |    |    |     |    |    |    |   |     |    |    |    |    |    |    | Punti | Pos. |
| ---- | ------ | ------ | - | -- | -- | -- | --- | -- | -- | -- | - | --- | -- | -- | -- | -- | -- | -- | ----- | ---- |
| 2024 | MotoE  | Ducati | 9 | 15 | 13 | 12 | Rit | 14 | 14 | 16 | 9 | Rit | 14 | 16 | 13 | 14 | 15 | 15 | 35    | 17º  |

| Legenda | 1º posto        | 2º posto            | 3º posto            | A punti      | Senza punti        | Grassetto – Pole position Corsivo – Giro più veloce |
| Legenda | Gara non valida | Non qual./Non part. | Ritirato/Non class. | Squalificato | '-' Dato non disp. | Grassetto – Pole position Corsivo – Giro più veloce |

### Campionato mondiale Supersport
| 2009 | Moto    |  |  |  |  |  |  |  |  |  |  |  |   |     |   | Punti | Pos. |
| ---- | ------- |  |  |  |  |  |  |  |  |  |  |  | - | --- | - | ----- | ---- |
| 2009 | Triumph |  |  |  |  |  |  |  |  |  |  |  | 4 | Rit | 7 | 22    | 20º  |

| 2010 | Moto    |    |   |   |   |   |   |   |   |   |   |   |     |   |  | Punti | Pos. |
| ---- | ------- | -- | - | - | - | - | - | - | - | - | - | - | --- | - |  | ----- | ---- |
| 2010 | Triumph | 12 | 4 | 3 | 4 | 7 | 3 | 4 | 4 | 3 | 4 | 5 | Rit | 3 |  | 153   | 4º   |

| 2011 | Moto   |    |   |   |   |   |   |   |   |   |     |   |   |  |  | Punti | Pos. |
| ---- | ------ | -- | - | - | - | - | - | - | - | - | --- | - | - |  |  | ----- | ---- |
| 2011 | Yamaha | 18 | 2 | 1 | 1 | 6 | 1 | 3 | 1 | 1 | Rit | 6 | 1 |  |  | 206   | 1º   |

| Legenda | 1º posto        | 2º posto            | 3º posto           | A punti      | Senza punti        | Grassetto – Pole position Corsivo – Giro più veloce |
| Legenda | Gara non valida | Non qual./Non part. | Ritirato/Non class | Squalificato | '-' Dato non disp. | Grassetto – Pole position Corsivo – Giro più veloce |

### Campionato mondiale Superbike
| 2012 | Moto    |    |    |     |    |     |     |    |    |    |   |   |   |   |     |   |   |    |   |    |   |     |   |   |   |     |     |     |   | Punti | Pos. |
| ---- | ------- | -- | -- | --- | -- | --- | --- | -- | -- | -- | - | - | - | - | --- | - | - | -- | - | -- | - | --- | - | - | - | --- | --- | --- | - | ----- | ---- |
| 2012 | Aprilia | NP | NP | Rit | 14 | Rit | Rit | AN | 12 | 12 | 7 | 7 | 4 | 6 | Rit | 4 | 3 | 11 | 6 | 14 | 7 | Rit | 3 | 3 | 1 | Rit | Rit | Rit | 8 | 164,5 | 9º   |

| 2013 | Moto |   |    |   |   |   |   |   |     |   |   |   |   |   |   |   |    |    |     |   |   |   |   |   |     |     |   |   |   | Punti | Pos. |
| ---- | ---- | - | -- | - | - | - | - | - | --- | - | - | - | - | - | - | - | -- | -- | --- | - | - | - | - | - | --- | --- | - | - | - | ----- | ---- |
| 2013 | BMW  | 4 | 17 | 1 | 1 | 7 | 5 | 5 | Rit | 8 | 6 | 6 | 5 | 6 | 5 | 2 | AN | 10 | Rit | 3 | 1 | 8 | 6 | 2 | Rit | Rit | 5 | 7 | 5 | 290   | 5º   |

| 2014 | Moto   |   |   |   |     |   |   |   |   |   |   |   |   |   |     |    |   |     |    |   |   |     |   |   |   |  |  |  |  | Punti | Pos. |
| ---- | ------ | - | - | - | --- | - | - | - | - | - | - | - | - | - | --- | -- | - | --- | -- | - | - | --- | - | - | - |  |  |  |  | ----- | ---- |
| 2014 | Ducati | 8 | 7 | 4 | Rit | 7 | 8 | 2 | 2 | 5 | 5 | 4 | 8 | 4 | Rit | 18 | 3 | Rit | NP | 3 | 4 | Rit | 9 | 7 | 5 |  |  |  |  | 215   | 6º   |

| 2015 | Moto   |   |   |    |    |   |   |   |   |     |     |   |   |   |   |   |   |   |   |   |   |   |   |   |   |   |   |  |  | Punti | Pos. |
| ---- | ------ | - | - | -- | -- | - | - | - | - | --- | --- | - | - | - | - | - | - | - | - | - | - | - | - | - | - | - | - |  |  | ----- | ---- |
| 2015 | Ducati | 3 | 3 | 11 | 15 | 2 | 1 | 2 | 2 | Rit | Rit | 3 | 3 | 3 | 4 | 3 | 4 | 1 | 1 | 2 | 1 | 2 | 1 | 6 | 2 | 4 | 2 |  |  | 416   | 2º   |

| 2016 | Moto   |   |    |   |   |   |   |   |   |   |   |   |   |     |   |   |     |     |   |   |   |   |   |   |   |   |   |  |  | Punti | Pos. |
| ---- | ------ | - | -- | - | - | - | - | - | - | - | - | - | - | --- | - | - | --- | --- | - | - | - | - | - | - | - | - | - |  |  | ----- | ---- |
| 2016 | Ducati | 2 | 10 | 4 | 3 | 1 | 1 | 2 | 5 | 1 | 1 | 3 | 4 | Rit | 3 | 4 | Rit | Rit | 3 | 1 | 6 | 1 | 1 | 1 | 1 | 1 | 1 |  |  | 445   | 3º   |

| 2017 | Moto   |   |   |   |   |     |   |     |   |   |   |   |   |     |    |   |   |   |   |   |     |    |   |   |   |   |   |  |  | Punti | Pos. |
| ---- | ------ | - | - | - | - | --- | - | --- | - | - | - | - | - | --- | -- | - | - | - | - | - | --- | -- | - | - | - | - | - |  |  | ----- | ---- |
| 2017 | Ducati | 2 | 2 | 2 | 6 | Rit | 1 | Rit | 3 | 1 | 1 | 8 | 3 | Rit | NP | 1 | 3 | 1 | 1 | 2 | Rit | 10 | 1 | 2 | 3 | 2 | 2 |  |  | 403   | 2º   |

| 2018 | Moto   |   |     |   |   |   |   |   |   |   |   |   |   |   |   |   |   |   |   |   |   |   |   |     |   |   |    |  |  | Punti | Pos. |
| ---- | ------ | - | --- | - | - | - | - | - | - | - | - | - | - | - | - | - | - | - | - | - | - | - | - | --- | - | - | -- |  |  | ----- | ---- |
| 2018 | Ducati | 3 | Rit | 3 | 1 | 2 | 1 | 3 | 5 | 4 | 2 | 8 | 5 | 8 | 3 | 2 | 2 | 2 | 4 | 4 | 4 | 5 | 2 | Rit | 4 | 8 | AN |  |  | 356   | 2º   |

| 2019 | Moto   |    |    |   |    |   |     |   |   |   |   |    |   |     |   |    |   |    |     |   |    |   |    |   |   |   |   |   |   |    |    |     |   |   |    |   |   |   |   |   |  |  |  | Punti | Pos. |
| ---- | ------ | -- | -- | - | -- | - | --- | - | - | - | - | -- | - | --- | - | -- | - | -- | --- | - | -- | - | -- | - | - | - | - | - | - | -- | -- | --- | - | - | -- | - | - | - | - | - |  |  |  | ----- | ---- |
| 2019 | Ducati | 10 | 10 | 7 | 15 | 8 | Rit | 3 | 4 | 3 | 7 | AN | 5 | Rit | 2 | AN | 7 | 10 | Rit | 5 | 17 | 7 | 10 | 7 | 9 | 2 | 2 | 1 | 2 | 10 | 16 | Rit | 4 | 4 | NP | 4 | 2 | 2 | 5 | 2 |  |  |  | 294   | 6º   |

| 2020 | Moto   |   |    |   |   |   |   |    |     |   |   |   |   |   |   |     |   |   |   |   |   |   |   |   |   |  |  |  |  |  |  |  |  |  |  |  |  |  |  |  |  |  |  | Punti | Pos. |
| ---- | ------ | - | -- | - | - | - | - | -- | --- | - | - | - | - | - | - | --- | - | - | - | - | - | - | - | - | - |  |  |  |  |  |  |  |  |  |  |  |  |  |  |  |  |  |  | ----- | ---- |
| 2020 | Ducati | 8 | 13 | 5 | 4 | 5 | 2 | 11 | Rit | 4 | 2 | 5 | 2 | 3 | 5 | Rit | 3 | 4 | 1 | 4 | 5 | 3 | 2 | 4 | 1 |  |  |  |  |  |  |  |  |  |  |  |  |  |  |  |  |  |  | 273   | 3º   |

| 2021 | Moto   |   |   |    |   |   |   |    |     |     |    |   |   |   |   |   |     |    |    |     |   |     |   |   |   |    |     |    |     |     |     |     |     |     |    |    |   |   |    |    |  |  |  | Punti | Pos. |
| ---- | ------ | - | - | -- | - | - | - | -- | --- | --- | -- | - | - | - | - | - | --- | -- | -- | --- | - | --- | - | - | - | -- | --- | -- | --- | --- | --- | --- | --- | --- | -- | -- | - | - | -- | -- |  |  |  | ----- | ---- |
| 2021 | Ducati | 5 | 4 | 19 | 6 | 9 | 2 | NC | Rit | Rit | 11 | 8 | 7 | 9 | 9 | 4 | Rit | 14 | 12 | Rit | 7 | Rit | 7 | 8 | 5 | 10 | Rit | NP | Inf | Inf | Inf | Inf | Inf | Inf | 12 | 13 | 9 | 8 | AN | 12 |  |  |  | 143   | 12º  |

| Legenda | 1º posto        | 2º posto            | 3º posto           | A punti      | Senza punti        | Grassetto – Pole position Corsivo – Giro più veloce |
| Legenda | Gara non valida | Non qual./Non part. | Ritirato/Non class | Squalificato | '-' Dato non disp. | Grassetto – Pole position Corsivo – Giro più veloce |